# Dusun Deyah
Dusun Deyah, ook Deah of Dejah, is een Centrale taal die wordt gesproken in de Zuidoost-Aziatische eilandenstaat Indonesië. Het Dusun Deyah heeft een klein taalgebied zonder kustlijn, in de provincie Zuid-Kalimantan (d.i. de zuidoostelijke provincie van Kalimantan, het Indonesische deel van Borneo), omringd door Lawangaans- (noordwesten, noorden, oosten), Bukit-Maleis- (zuidoosten), Ma'anjan- (zuiden, westen) en Bandjarese (zuidwesten) gebieden, ten noorden van Bongkang en aan de Tabalongrivier.

## Woordenschat
53% van de woordenschat is verwant aan die van het Lawangaans en 52% aan die van het Tawoyaans, twee andere Oost-talen.

## Classificatie
- Austronesische talen (1268)
  - Malayo-Polynesische talen (1248)
    - Baritotalen (27)
      - Oost-talen (18)
        - Centraal-Zuid-talen (5)
          - Centrale talen (1)
            - Dusun Deyah

## Verspreiding van de sprekers
- Indonesië: 20 000; 88e gedeelde plaats, 101e gedeelde plaats volgens totaal aantal sprekers

Centrale talen: Dusun Deyah

Zuid-talen: Dusun Malang · Dusun Witu · Ma'anjan · Paku